# Buchenberg (berg)
Buchenberg är ett berg i Österrike.   Det ligger i kommunen Waidhofen an der Ybbs och förbundslandet Niederösterreich, i den nordöstra delen av landet, 120 km väster om huvudstaden Wien. Toppen på Buchenberg är 790 meter över havet, eller 194 meter över den omgivande terrängen. Bredden vid basen är 1,0 km.
Terrängen runt Buchenberg är huvudsakligen kuperad. Närmaste större samhälle är Waidhofen an der Ybbs, 1,6 km norr om Buchenberg. 
I omgivningarna runt Buchenberg växer i huvudsak blandskog. Runt Buchenberg är det ganska tätbefolkat, med 93 invånare per kvadratkilometer.